# 中央汇金
中央汇金投资有限责任公司（简称中央汇金），是依据《中华人民共和国公司法》由国家出资设立的国有独资公司，代表国家依法行使对国有商业银行等重点金融企业出资人的权利和义务；有“金融国资委”之称。汇金公司是中国投资有限责任公司的全资子公司，根据国务院授权，对国有重点金融企业进行股权投资，以出资额为限代表国家依法对国有重点金融企业行使出资人权利和履行出资人义务，实现国有金融资产保值增值。汇金公司不开展其他任何商业性经营活动，不干预其控股的国有重点金融企业的日常经营活动。
2003年12月16日注册成立；总部设在北京。初期注册资金3,724.65亿元人民币，是当时中国大陆最大的金融投资公司。2007年9月29日中国投资有限责任公司（简称“中投公司”，即中國主權基金）成立后，汇金公司变更为中投公司的全资子公司，公司原定位不变。
2018年净利润达4,694.72亿元（人民幣，下同）。

## 公司定位
汇金公司根据国务院授权，承担下列責任；
- 对国有重点金融企业进行股权投资；
- 以出资额为限，代表国家依法对国有重点金融企业行使出资人权利和履行出资人义务；
- 实现国有金融资产保值增值。

同时，汇金公司不得开展其他任何商业性经营活动，不干预其控股的国有重点金融企业的日常经营活动。
此外，中投公司根据国务院要求，持有中央汇金公司股权；但中投公司开展的投资业务，和汇金公司代表国家行使股东职能的行为之间有严格的隔离。

## 公司治理
汇金公司的重要股东职责由中华人民共和国国务院行使；公司董事会、监事会成员均由国务院任命，并对国务院负责。章程经国务院批准后生效；而章程的修改，则由公司董事会拟订方案报国务院批准后生效，国务院授权公司董事会对章程进行解释。
汇金公司设董事会，成员不少于五人；均由国务院委派，任期三年，可以连任；设董事长一人，为公司的法定代表人。设监事会，成员不少于三人；由国务院委派，任期三年，可以连任。

### 历任董事长
1. 郭树清（2003年12月 — 2008年7月）
2. 楼继伟（2008年7月 — 2013年3月）
3. 丁学东（2013年3月 — 2019年4月）
4. 彭纯（2019年4月 — 2024年12月）
5. 张青松（2024年12月 — ）

### 历任总经理
1. 胡晓炼（2003年12月 — 2004年9月）
2. 谢平（2004年9月 — 2010年4月）
3. 彭纯（2010年4月 — 2014年4月）
4. 解植春（2014年4月 — 2015年5月）
5. 白涛（2016年8月 — 2019年6月）
6. 沈如军（2019年6月 — 2024年9月）
7. 刘加旺（2024年9月 —）

## 机构设置
- 股权管理一部（银行部）:负责国家开发银行、工商银行、农业银行、中国银行、建设银行、光大集团、 中国信保、恒丰银行的股权管理工作。
- 股权管理二部（非银行部）:负责中再集团、中国建投、银河金控、银河证券、申万宏源集团、申万宏源证券、 新华保险、中金公司、中信建投证券等机构的股权管理工作。
- 综合管理部（综合部）:负责中央汇金综合工作及政策研究，研究中央汇金改革发展事项等， 承担公司法律合规、董事管理等有关工作。
- 资本运营部/中央汇金资产管理公司:承担有关专项资产管理、金融机构风险救助等任务。
- 法律合规部
- 公关外事部
- 财务部
- 人力资源部
- 内审部

## 投资记录
- 2003年12月注资中国银行225亿美元；
- 2003年12月注资中国建设银行200亿美元；
- 2003年12月注资建银投资公司（英语：China Jianyin Investment）25亿美元；
- 2004年6月注资交通银行30亿人民币；
- 2005年4月注资中国工商银行150亿美元；
- 2005年6月注资银河证券公司100亿元人民币；
- 2005年7月注资中国进出口银行50亿美元；
- 2005年8月注资申银万国证券公司25亿元人民币另提供贷款15亿人民币；
- 2005年8月注资国泰君安证券股份有限公司10亿元人民币另提供贷款15亿人民币；
- 2005年8月注资银河金融控股公司55亿元人民币；
- 2005年9月注资中国光大银行100亿元人民币；
- 2005年9月重组南方证券成立中国建银投资证券有限责任公司(简称（简称中投证券公司）)；
- 2007年11月30日注资中国光大银行200亿美元；
- 2008年9月23日通过上海证券交易所交易系统购入中国工商银行、中国建设银行、中国银行各200万股股票。
- 2008年11月6日注资中国农业银行1300亿元人民币等值美元（约190亿美元），注资后农行资本金达到2600亿元人民币。汇金公司将持有农行50%股份，与财政部并列成为农行第一大股东。
- 2008年12月2日中国建设银行发布公告称自9月23日至11月28日，汇金公司已通过上海证券交易所交易系统增持建设银行A股7080.1万股。
- 2008年12月16日国家开发银行正式改制为股份有限公司，汇金公司持有国开行48.7%的股权。
- 2012年12月18日注资中国出口信用保险公司200亿人民币。
- 2013年上半年，中央滙金大手買入8.07億份的華泰柏瑞滬深300ETF，佔上市總份額比例高達11.3%，成為該基金第一大持有人。並大額購入華夏上證50ETF，截至6月底持有份額為26.22億份，佔上市總份額的19.9%。
- 2025年2月14日，中国財政部無償将中國證券金融股份有限公司66.7%股權、中國信達58%股權、中國東方資產管理71.55%股權、長城資產73.53%股權、中国农业再保险的全部股份（占总股本的55.90%）无偿划转给中央匯金，完成後，財政部將不再持有其股份，並由匯金公司成為控股股東。

## 主要投资
根据中国银行股份有限公司2024年年度报告，中央汇金投资有限责任公司直接持股企业基本信息如下：
- 国家开发银行(持股比例：34.68%)
- 中国工商银行(持股比例：34.79%)
- 中国农业银行(持股比例：40.14%)
- 中国银行(持股比例：64.13%)
- 中国建设银行(持股比例：57.14%)
- 中国光大集团股份公司(持股比例：63.16%)
- 中国出口信用保险公司(持股比例：73.63%)
- 中国再保险（集团）股份有限公司(持股比例：71.56%)
- 中国建银投资有限责任公司（英语：China Jianyin Investment）(持股比例：100%)
- 中国银河金融控股有限责任公司(持股比例：69.07%)
- 申萬宏源(持股比例：20.05%)
- 新华人寿保险股份有限公司(持股比例：31.34%)
- 中国国际金融有限公司(持股比例：40.11%)
- 中汇人寿保险股份有限公司(持股比例：80.00%)
- 恒丰银行股份有限公司(持股比例：40.46%)
- 湖南银行股份有限公司(持股比例：20.00%)
- 中信建投证券股份有限公司(持股比例：30.76%)
- 中国银河资产管理有限责任公司(持股比例：13.30%)
- 国泰君安投资管理股份有限公司(持股比例：14.54%)
- 中國信達(持股比例：58%)
- 中國長城資產管理股份有限公司(持股比例：73.53%)
- 中国东方资产管理(持股比例：71.55%)
- 中国证券金融股份有限公司(持股比例：66.7%)
- 中国农业再保险股份有限公司(持股比例：55.9%)

除上述控参股企业外，汇金公司还全资持有子公司中央汇金资产管理有限责任公司。其于2015年11月设立，注册地北京，注册资本50亿元，从事资产管理业务。

## 相关争议
汇金公司虽然名为公司，但有观点认为它仍是政府机构，由于国务院国资委不负责管理金融类国有资产，所以汇金公司被认为是“金融国资委”。此外，动用国家外汇储备用于国有企业因制度和机制的原因产生的亏损，也遭到部分学者专家的质疑；吴敬琏等人认为在程序上汇金公司应取得全国人民代表大会财政经济委员会的授权。